# Compte tes blessures
Compte tes blessures (englischer Titel Taste of Ink) ist ein französischer Film aus dem Jahr 2016 und das Regiedebüt von Morgan Simon.
Als Schauspieler wirkten unter anderem Kévin Azaïs, Monia Chokri und Nathan Willcocks mit. A Taste of Ink feierte am 12. September 2016 während des San Sebastián International Film Festival Debüt und wurde von der Fachjury lobend erwähnt.

## Handlung
Vincent ist 24 und hat bereits seinen halben Körper tätowiert und seine Stimme durch seine Tätigkeit als Sänger einer Post-Hardcore-Band in Mitleidenschaft gezogen. Seit dem Tod seiner Mutter verbringt er seine Zeit auf der Arbeit als Piercer, mit der er unzufrieden ist, und seinem Vater, welcher Fischhändler ist. Als dieser eine jüngere Frau kennen lernt, brechen in Vincent alte, vergessen geglaubte Wunden auf und er ist kaum in der Lage, seine Wut und Sehnsucht zu kontrollieren.

## Aufführungen
Der Film wurde auf mehreren Filmfestivals aufgeführt, darunter in Rotterdam, Stockholm, Los Angeles, Zürich, Zagreb, Bordeaux und auf dem Festival Internacional de Cine en Guadalajara Film Festival.

## Auszeichnungen
Kévin Azaïs wurde im Rahmen des Stockholm International Film Festivals als bester Schauspieler ausgezeichnet.

## Produktion
Die Entwicklung des Films fanden im L’Atelier der Cinéfondation-Stiftung während des Cannes Film Festivals 2015 und im The Jerusalem International Film Lab unter Beaufsichtigung von László Nemes statt.
Die Dreharbeiten dauerten sieben Wochen. Die Produktionskosten beliefen sich auf knapp mehr als 2,1 Mio. Euro, wovon 900.000 Euro von der Cinéfondation übernommen wurden.
Die im Film hörbare Musik wurde größtenteils von der fiktiven Post-Hardcore-Band VII Day Diary interpretiert. Allerdings sind auch Stücke der Gruppen Circa Survive („The Birth of the Economic Hit Man“), Being as an Ocean („This Loneliness Won’t Be the Death of Me“) und Devil Sold His Soul („An Ocean of Light“) zu hören. Des Weiteren haben sich Mike Kourtzner, Elvis Crespo, The City und Good Health am Soundtrack beteiligt.

## Nachwirkung
Ungenutztes Filmmaterial wurde nach Absprache mit Simon Morgan von der US-amerikanischen Melodic-Hardcore-Band Being as an Ocean für ein Musikvideo zum Lied This Loneliness Won’t Be the Death of Me verwendet. Wenige Tage nach den Anschlägen von Paris im November des Jahres 2015 spielte die Gruppe ein Konzert in Bordeaux, wo die zusätzlichen Videoaufnahmen entstanden. Das Video, das im März des Jahres 2017 veröffentlicht wurde, ist den Opfern und Hinterbliebenen der Terroranschläge von Paris gewidmet.

## Inspiration
Der Hauptcharakter des Films, Vincent, ist ein Verehrer von Oliver Sykes und dessen Band Bring Me the Horizon. Im Film wird gezeigt, dass Vincent in Anlehnung an Sykes schwarze Jerseys von Michael Jordan trägt. Auch die Tatsache, dass Vincents Band Post-Hardcore spielt, ist an Bring Me the Horizon angelehnt. Der französische Originaltitel des Films Compte tes blessures ist eine Anspielung auf Debütalbum Count Your Blessings von Bring Me the Horizon.